# 200 meter bröstsim för damer i simning vid olympiska sommarspelen 2024

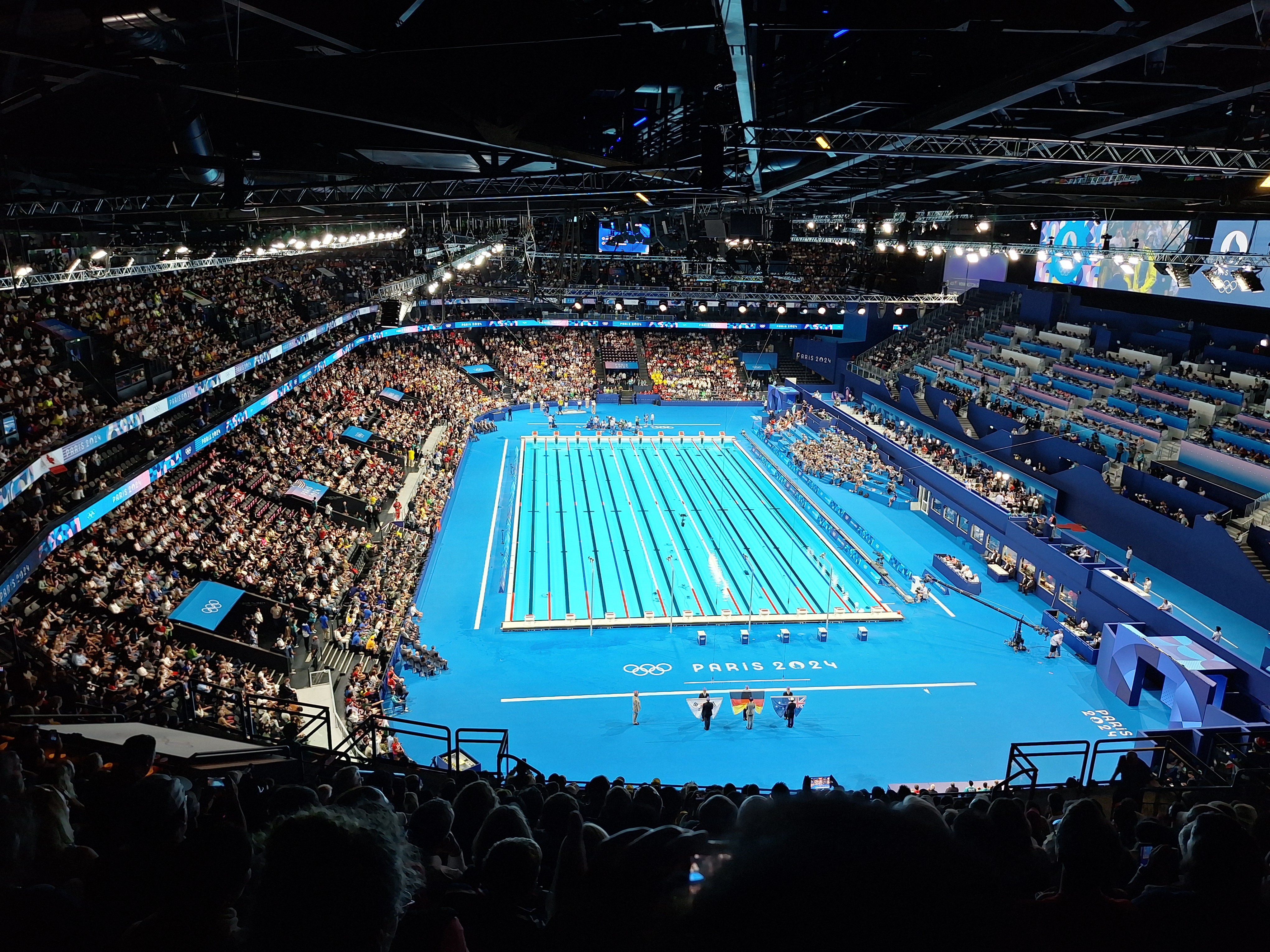
Paris La Défense Arena

Damernas 200 meter bröstsim vid olympiska sommarspelen 2024 avgjordes mellan den 31 juli och 1 augusti 2024 i Paris La Défense Arena, som var ombyggd till en bassäng för simtävlingarna.

## Resultat

### Försöksheat
Simmarna med de 16 bästa tiderna gick vidare till semifinalerna.
| Placering | Heat | Bana | Simmare             | Nation                          | Tid     | Noteringar |
| --------- | ---- | ---- | ------------------- | ------------------------------- | ------- | ---------- |
| 1         | 1    | 4    | Tatjana Smith       | Sydafrika                       | 2.21,57 | 0Q0        |
| 2         | 2    | 4    | Tes Schouten        | Nederländerna                   | 2.23,08 | 0Q0        |
| 3         | 3    | 4    | Kate Douglass       | USA                             | 2.23,44 | 0Q0        |
| 4         | 3    | 3    | Ye Shiwen           | Kina                            | 2.23,67 | 0Q0        |
| 5         | 1    | 6    | Kaylene Corbett     | Sydafrika                       | 2.23,85 | 0Q0        |
| 6         | 3    | 2    | Satomi Suzuki       | Japan                           | 2.23,80 | 0Q0        |
| 7         | 1    | 5    | Mona McSharry       | Irland                          | 2.23,98 | 0Q0        |
| 8         | 2    | 3    | Jenna Strauch       | Australien                      | 2.24,38 | 0Q0        |
| 9         | 2    | 7    | Jessica Vall        | Spanien                         | 2.24,52 | 0Q0        |
| 10        | 1    | 3    | Kotryna Teterevkova | Litauen                         | 2.24,59 | 0Q0        |
| 11        | 3    | 5    | Lilly King          | USA                             | 2.24,91 | 0Q0        |
| 12        | 2    | 2    | Kelsey Wog          | Kanada                          | 2.25,11 | 0Q0        |
| 13        | 2    | 6    | Sydney Pickrem      | Kanada                          | 2.25,45 | 0Q0        |
| 14        | 3    | 6    | Ella Ramsay         | Australien                      | 2.25,61 | 0Q0        |
| 15        | 3    | 7    | Francesca Fangio    | Italien                         | 2.25,85 | 0Q0        |
| 16        | 1    | 2    | Kristýna Horská     | Tjeckien                        | 2.26,28 | 0Q0        |
| 17        | 2    | 1    | Lisa Mamié          | Schweiz                         | 2.26,39 |            |
| 18        | 2    | 8    | Macarena Ceballos   | Argentina                       | 2.26,55 |            |
| 19        | 2    | 5    | Thea Blomsterberg   | Danmark                         | 2.27,81 |            |
| 20        | 1    | 1    | Sophie Hansson      | Sverige                         | 2.28,10 |            |
| 21        | 1    | 7    | Alina Zmusjka       | Individuella neutrala idrottare | 2.28,19 |            |
| 22        | 3    | 1    | Letitia Sim         | Singapore                       | 2.29,46 |            |
| 23        | 3    | 8    | Eneli Jefimova      | Estland                         | 2.30,68 |            |

### Semifinaler
Simmarna med de 8 bästa tiderna gick vidare till final.
| Placering | Heat | Bana | Simmare             | Nation        | Tid     | Noteringar |
| --------- | ---- | ---- | ------------------- | ------------- | ------- | ---------- |
| 1         | 2    | 5    | Kate Douglass       | USA           | 2.19,74 | 0Q0        |
| 2         | 2    | 4    | Tatjana Smith       | Sydafrika     | 2.19,94 | 0Q0        |
| 3         | 1    | 4    | Tes Schouten        | Nederländerna | 2.22,74 | 0Q0        |
| 4         | 1    | 3    | Kaylene Corbett     | Sydafrika     | 2.22,87 | 0Q0        |
| 5         | 1    | 5    | Ye Shiwen           | Kina          | 2.23,13 | 0Q0        |
| 6         | 2    | 7    | Lilly King          | USA           | 2.23,25 | 0Q0        |
| 7         | 1    | 2    | Kotryna Teterevkova | Litauen       | 2.23,42 | 0Q0        |
| 8         | 2    | 3    | Satomi Suzuki       | Japan         | 2.23,54 | 0Q0        |
| 9         | 2    | 1    | Sydney Pickrem      | Kanada        | 2.24,03 |            |
| 10        | 1    | 6    | Jenna Strauch       | Australien    | 2.24,05 |            |
| 11        | 2    | 6    | Mona McSharry       | Irland        | 2.24,48 |            |
| 12        | 1    | 1    | Ella Ramsay         | Australien    | 2.24,56 |            |
| 13        | 1    | 7    | Kelsey Wog          | Kanada        | 2.24,82 |            |
| 14        | 2    | 8    | Francesca Fangio    | Italien       | 2.25,39 |            |
| 15        | 1    | 8    | Kristýna Horská     | Tjeckien      | 2.25,77 |            |
| 16        | 2    | 2    | Jessica Vall        | Spanien       | 2.26,22 |            |

### Final
| Placering | Bana | Simmare             | Nation        | Tid     | Noteringar |
| --------- | ---- | ------------------- | ------------- | ------- | ---------- |
| 1         | 4    | Kate Douglass       | USA           | 2.19,24 | 0AR0       |
| 2         | 5    | Tatjana Smith       | Sydafrika     | 2.19,60 |            |
| 3         | 3    | Tes Schouten        | Nederländerna | 2.21,05 |            |
| 4         | 8    | Satomi Suzuki       | Japan         | 2.22,54 |            |
| 5         | 1    | Kotryna Teterevkova | Litauen       | 2.23,75 |            |
| 6         | 2    | Ye Shiwen           | Kina          | 2.24,31 |            |
| 7         | 6    | Kaylene Corbett     | Sydafrika     | 2.24,46 |            |
| 8         | 7    | Lilly King          | USA           | 2.25,91 |            |